# Ornithogalum euxinum
Ornithogalum euxinum är en sparrisväxtart som beskrevs av Franz Speta. Ornithogalum euxinum ingår i släktet stjärnlökar, och familjen sparrisväxter.
Artens utbredningsområde är europeiska Turkiet. Inga underarter finns listade i Catalogue of Life.